# 新生嬰兒「第一口奶」事件
2013年中國新生嬰兒第一口奶事件是指中國大陸多家醫療機構使用行賄奶粉公司的產品強行餵食新生嬰兒第一口奶的事件。

## 概述
2013年9月16日，據中國中央電視台記者報導，天津多家醫院存在此類情況。隨後又有知情人爆料，奶粉企業與醫護人員的腐敗并不僅限於天津市，涉及省區市已達七個。而記者在廣東調查發現，當地也存在相同的情況。